# Episodi di Kingdom (serie televisiva 2014) (seconda stagione)
La seconda stagione della serie televisiva Kingdom è stata trasmessa in prima visione sul canale Audience Network divisa in due parti: la prima (ep. 1-10) dal 14 ottobre al 16 dicembre 2015, mentre la seconda parte (ep. 11-20) è stata trasmessa dal 1º giugno al 3 agosto 2016.
In Italia la stagione è inedita
| nº | Titolo originale      | Titolo italiano | Prima TV USA     | Prima TV Italia |
| -- | --------------------- | --------------- | ---------------- | --------------- |
| 1  | New Money             |                 | 14 ottobre 2015  |                 |
| 2  | Simulations           |                 | 21 ottobre 2015  |                 |
| 3  | Broken or Missing     |                 | 28 ottobre 2015  |                 |
| 4  | Be First              |                 | 4 novembre 2015  |                 |
| 5  | Happy Hour            |                 | 11 novembre 2015 |                 |
| 6  | Pink at Night         |                 | 18 novembre 2015 |                 |
| 7  | The Demon Had a Spell |                 | 25 novembre 2015 |                 |
| 8  | Smoker                |                 | 2 dicembre 2015  |                 |
| 9  | Living Down           |                 | 9 dicembre 2015  |                 |
| 10 | Traveling Alone       |                 | 16 dicembre 2015 |                 |
| 11 | Lay and Pray          |                 | 1º giugno 2016   |                 |
| 12 | No Fault              |                 | 8 giugno 2016    |                 |
| 13 | Woke Up Lonely        |                 | 15 giugno 2016   |                 |
| 14 | Do Not Disturb        |                 | 22 giugno 2016   |                 |
| 15 | Take Pills            |                 | 29 giugno 2016   |                 |
| 16 | Halos                 |                 | 6 luglio 2016    |                 |
| 17 | Help Wanted           |                 | 13 luglio 2016   |                 |
| 18 | Cut Man               |                 | 20 luglio 2016   |                 |
| 19 | Late to Leave         |                 | 27 luglio 2016   |                 |
| 20 | No Sharp Objects      |                 | 3 agosto 2016    |                 |